# La Femme d'une nuit
La Femme d'une nuit est un film français réalisé par Marcel L'Herbier, sorti en 1930.
Une version italienne du film a été réalisée par Marcel L'Herbier, sortie en 1931, intitulée La donna di una notte.

## Fiche technique
- Titre : La Femme d'une nuit
- Réalisateur : Marcel L'Herbier
- Scénario : Marcel L'Herbier, d'après le roman d'Alfred Machard[1]
- Décors : Boris Bilinsky et Pierre Schild
- Costumes : Boris Bilinsky
- Photographie : Léonce-Henri Burel et Nicolas Toporkoff
- Montage : Pierre Méguérian
- Musique :  Michel Lévine
- Son : Marcel Courmes
- Production : Les Établissements Braunberger - Richebé
- Format : Noir et blanc - Son mono - 1,20:1
- Durée :  88 minutes
- Date de sortie : 
  - France : 17 juin 1930

## Distribution
- Jean Murat : Jean d'Armont
- Francesca Bertini : la princesse Eleana de Lystrie
- Boris de Fast : un portier lystrien
- Andrews Engelmann : un portier lystrien
- Antonin Artaud : Jaroslav, le traître russe
- Pierre Juvenet
- Georges Tréville
- Pierre Labry
- Raymond Narlay
- Marthe Sarbel